# Pau Gil Serra

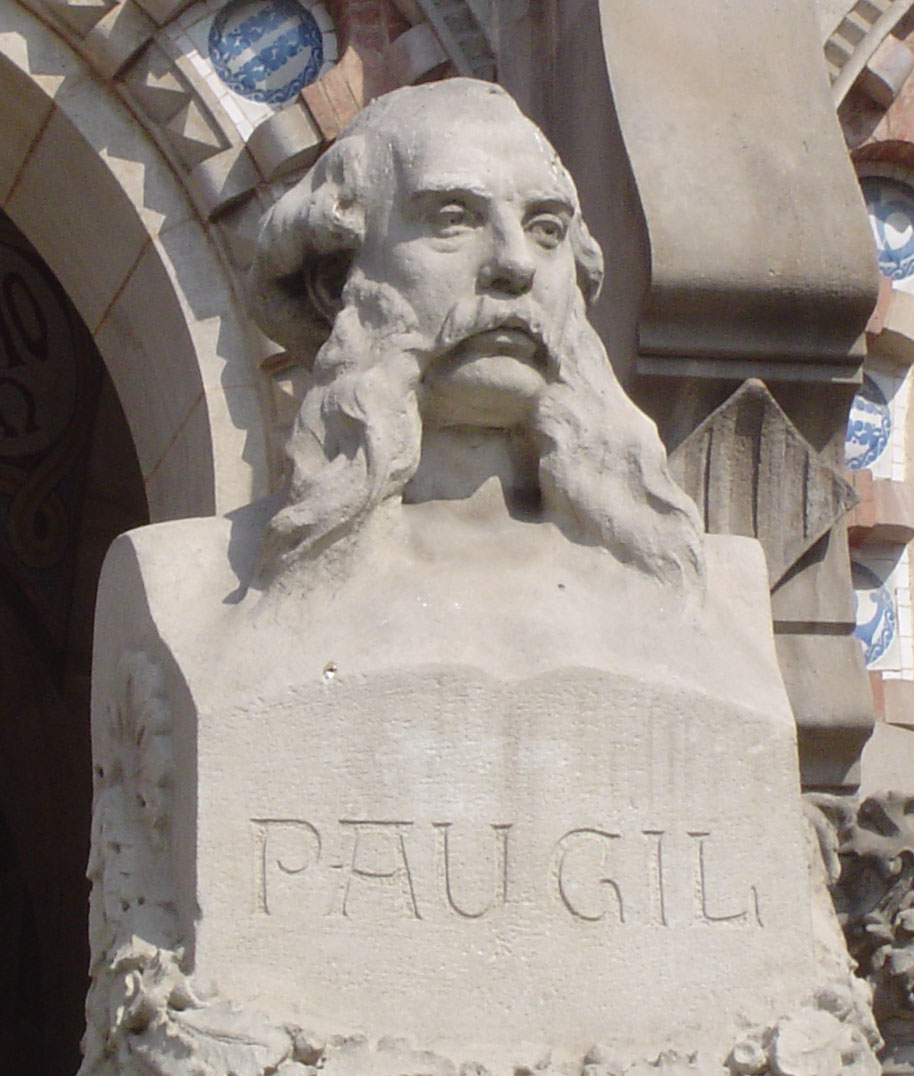
Monumento a Pau Gil por Eusebio Arnau en el Hospital de San Pablo de Barcelona

Pau Gil (Barcelona, 30 de diciembre de 1816 – París, 30 de abril de 1896) fue un banquero y mecenas español.
Era uno de los once hijos del comerciante y banquero Pedro Gil y Babot y de la baronesa Josefa Serra Cabañes. Fue bautizado en la iglesia  de los Santos Justo y Pastor de Barcelona. A los 17 años se trasladó a París, donde vivió durante 62 años. Se dedicó con éxito a las finanzas junto a su hermano Pere (1814-1867), que había fundado en París la Banca Gil en 1846. Pau Gil sustituyó a su hermano al frente de Banca Gil y la gestionó minuciosamente. Debido a que sus hermanos Pere, Josep y Claudi eran ingenieros, Pau principalmente invirtió en minería y ferrocarriles, como en la construcción del primer tren minero de Asturias. Además de la banca, también heredó la flota de 28 barcos de su padre, proporcionándole importantes beneficios.
Además de hombre de negocios, Pau Gil tenía una amplia habilidad para establecer relaciones personales, llegando a ser consejero y amigo de la reina Isabel II y de Eugenia de Montijo.

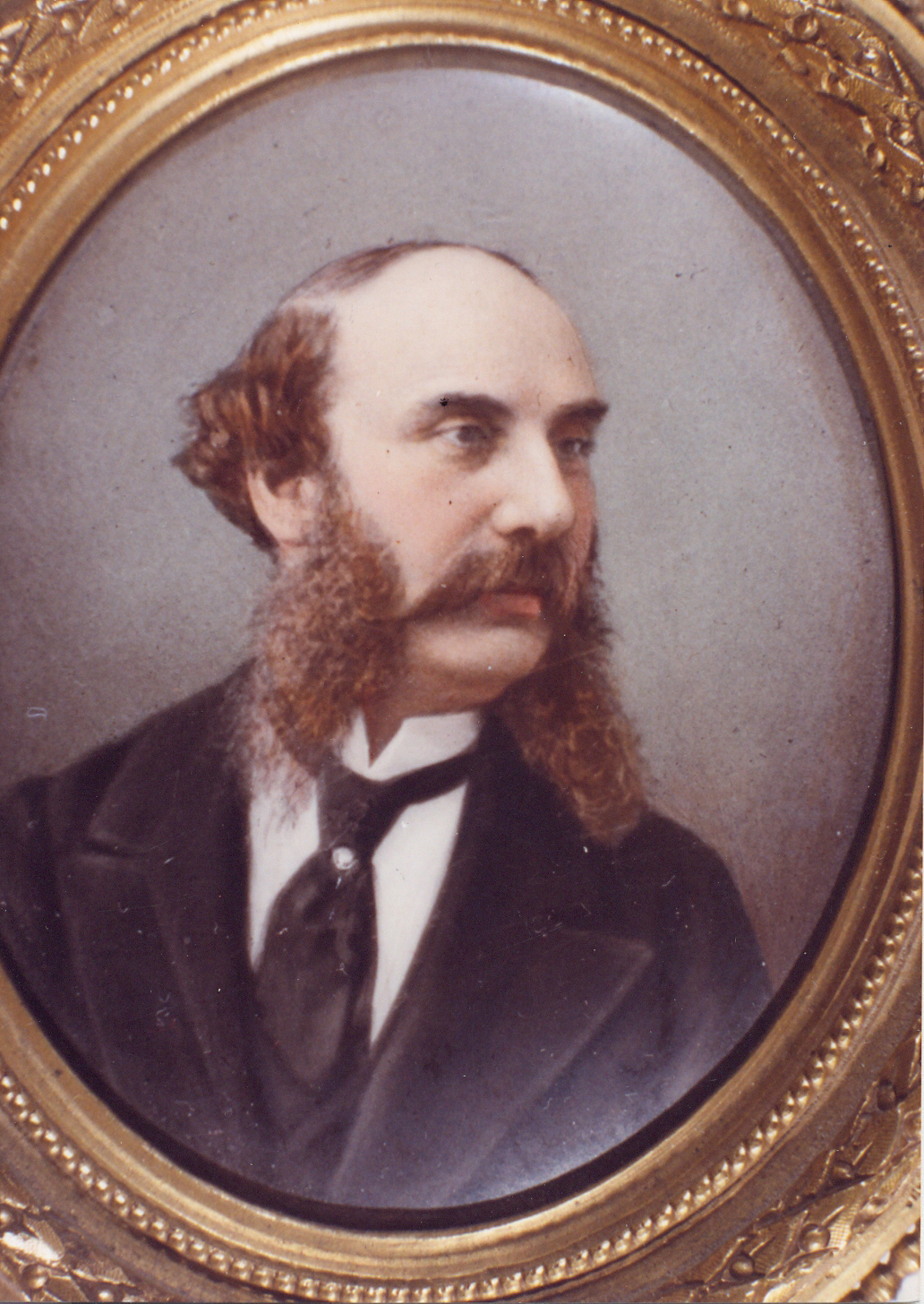
Pau Gil Serra, retrato pintado, ca.1860

Pau murió en 1896 en su residencia del bulevar de Capucines, París. A su funeral asistieron un gran número de personalidades de la sociedad parisina. Como era soltero, en su testamento, redactado en 1892, dispuso que fuese enterrado en Barcelona, junto a sus padres, así como la liquidación de la Banca Gil, para que la mitad de los bienes resultantes de esta liquidación se destinasen a la construcción de un hospital en Barcelona, con el nombre de San Pablo, para asistir a pobres. Gracias a esta donación, de 3.060.000 depesetas, en el año 1902 comenzaron las obras del Hospital de San Pablo, obra de Lluís Domènech i Montaner.
En el hospital, hay un busto de Pau Gil erigido en 1930 y que representa la Caridad amparando a la infancia y la vejez, obra de los escultores Eusebio Arnau y Frederic Marès.